# 濮上街道
濮上街道是中华人民共和国河南省濮阳市华龙区下辖的一个街道办事处。

## 行政区划
濮上街道下辖以下村级行政区划单位：
谢东社区、濮上社区、未来东社区、振东社区、振西社区、胡村集村、赵娄拐村、四行村、胡村南街村、油辛庄村、石家庄村、豆村集村、杜家庄村、吕家庄村、谷家庄村和前范庄村。